# Clarice de Médici
Clarice de Médici (Florencia, 1493 - Florencia, 3 de mayo de 1528), hija de Pedro II de Médici y Alfonsina Orsini, hermana de Lorenzo II de Médici.

## Biografía
De acuerdo a una tradición bastante frecuente entre los Médici, a la pequeña se le dio el nombre de su abuela Clarisa Orsini.
Ella tuvo una prestigiosa parentela: era nieta de Lorenzo el Magnífico, sobrina del Papa León X, mientras otro de sus tíos se convertiría en el Papa Clemente VII.
Se casó con Felipe Strozzi en 1508 y se transfirieron a Roma donde los Médici dominaban a través del papado. Tras la prematura muerte de su hermano educó con su marido a la pequeña Catalina, su sobrina, quien más tarde se convertiría en Reina de Francia.
La pareja tuvo 10 hijos:
1. Pedro Strozzi (? - 1558), líder militar, casado con Laudomia de Médici;
2. Roberto Strozzi (m. 1566), Barón de Collalto y noble romano, casado con Magdalena de Médici;
3. María Strozzi, casada con Lorenzo Ridolfi;
4. León Strozzi (m. 1515), Caballero de la Orden de Malta;
5. Julio Strozzi (m. 1537);
6. Vicente Strozzi (m. 1537);
7. Alejandro Strozzi (m. 1541);
8. Luisa Strozzi (m. 1534), casada con el Senador Luis Capponi;
9. Magdalena Strozzi, casada con Flaminio Conde de Anguillara;
10. Lorenzo Strozzi (1523 - 1571), Cardenal.